# Getargel
Getargel (en arménien Գետարգել) est une communauté rurale du marz de Kotayk, en Arménie. Elle compte 819 habitants en 2008.